# Черск (оперативная группа)
Оперативная группа «Черск», заградительный отряд «Черск» (первоначально — Тухольское подразделение; пол. Grupa Operacyjna Czersk) — вооружённое формирование польской армии под командованием генерала Станислава Гжмота-Скотницкого, образованное в 1939 году в составе оборонных войск с целью недопущения захвата немцами вольного города Данциг. Однако после взятия его вермахтом вошёл в состав новообразованной армии «Поморье», находившейся под командованием генерала Владислава Бортновского и принял участие в боях против немцев.
В состав оперативной группы входили кавалерийская бригада и вспомогательное резервное пехотное подразделение, а также ряд более мелких по своей численности вооружённых формирований. Возможность противодействия противнику равнялась сопротивлению 1,5 дивизии. Приняла участие в первых столкновениях с гитлеровцами, в том числе в битве в борах Тухольских, в результате чего была полностью уничтожена.